# Shenay Perry
Shenay Perry (Washington, 1984. július 6. –) amerikai teniszezőnő. 2000-ben kezdte profi pályafutását, eddig nyolc egyéni és hét páros ITF-tornát nyert meg. Legjobb egyéni világranglista-helyezése negyvenedik volt, ezt 2006 augusztusában érte el.

## Eredményei Grand Slam-tornákon

### Egyéniben
| Torna           | 2008   | 2007   | 2006   | 2005   | 2004   | 2003   |
| --------------- | ------ | ------ | ------ | ------ | ------ | ------ |
| Australian Open | -      | 1. kör | 1. kör | -      | 1. kör | -      |
| Roland Garros   | -      | 2. kör | 3. kör | 1. kör | 2. kör | -      |
| Wimbledon       | -      | 1. kör | 4. kör | 3. kör | 1. kör | -      |
| US Open         | 1. kör | -      | 1. kör | 2. kör | 1. kör | 1. kör |

## Év végi világranglista-helyezései
| Év       | 2000 | 2001 | 2002 | 2003 | 2004 | 2005 | 2006 | 2007 | 2008 |
| Helyezés | 813. | 610. | 268. | 143. | 69.  | 112. | 43.  | 218. | 238. |